# Kościół Wniebowzięcia Najświętszej Maryi Panny w Bytomiu
Kościół pw. Wniebowzięcia Najświętszej Marii Panny w Bytomiu – murowany kościół rzymskokatolicki z około 1231 roku  w Bytomiu, wpisany do rejestru zabytków nieruchomych województwa śląskiego.

## Historia
Kościół w obecnej lokalizacji został założony przez księcia wrocławskiego Henryka Brodatego w 1231 roku . 
Od lat sześćdziesiątych XVI wieku do 1632 kościołem władali protestanci. Pożar w 1675 roku strawił prawie doszczętnie wyposażenie świątyni.
Większe przebudowy miały miejsce w latach 1851–1857 (w wystroju pojawiły się wtedy elementy neogotyckie, została też podwyższona wieża kościoła), w 1935–1938. Około 1957 roku decyzją władz państwowych planowano zamknięcie kościoła i jego rozbiórkę ze względu na szkody górnicze, czemu zapobiegł ks. Wacław Schenk. Przeprowadzono remont w latach 1957–1967.  
22 października 2006 obchodzono 775 rocznicę konsekracji kościoła i erygowania parafii. Uroczystą mszę koncelebrowali biskupi – Jan Kopiec i Jan Wieczorek.
W kościele od 1990 roku w każdą sobotę, odprawiana jest msza w j. niemieckim, jako języku mniejszości narodowych.
W roku 2009 rozpoczął się remont zewnętrza kościoła obejmujący także odnowienie witraży. 

## Architektura
Kościół został zbudowany pierwotnie w stylu gotyckim. Z tego okresu zachowała się część głównej nawy i prezbiterium. Rozbudowywany był w XIV wieku oraz po pożarze miasta w 1515 roku (do 1530 roku wybudowano wieżę, zachodnią część budowli i nawy boczne).

## Wnętrze
Najważniejsze elementy wyposażenia kościoła:
- ołtarz główny z barokowym obrazem Wniebowzięcia NMP Francesco Curradiego(inne języki) z XVII w.
- kamienna chrzcielnica
- krypta grobowa rodziny Donnersmarcków
- epitafium Marianny z Gutmanów Hauck
- krucyfiks z XVIII wieku autorstwa Jana Solskiego[4]
- rzeźby świętych
- obrazy, m.in. 
  - Wniebowzięcia NMP Bonawentury Emlera z XIX w. (do lat trzydziestych XX w. znajdował się w ołtarzu głównym)
  - Matki Boskiej Bytomskiej z XV w.
    - namalowana farbami temperowymi na lipowej desce ikona Madonny Bytomskiej powstała około 1430 roku. Początkowo przedstawiała jedynie postacie Marii z Dzieciątkiem na gładkim złotym tle. Obraz znajdował się w głównym ołtarzu kościoła i był uznawany za cudowny. Po wielkim pożarze miasta w 1515 roku, w wyniku którego zniszczeniu uległa także część kościoła mariackiego, obraz został odnowiony. Domalowano wówczas postaci Katarzyny Aleksandryjskiej i św. Agnieszki, a także dodano ozdobne tło. Ikona pozostawała w parafii do roku 1863 kiedy została przez księdza Józefa Szafranka przekazana nowo wybudowanej kaplicy św. Józefa w Szombierkach. Do kościoła WNMP obraz powrócił w 1973 roku, po konserwacji, której został poddany w latach 1970–1973.

## Postacie historyczne
Ważniejsze postaci związane z historią kościoła pw. WNMP to m.in.:
- Józef Szafranek, proboszcz w latach 1840–1874
- Emanuel Buchwald, (1854–1921)
- Norbert Bonczyk, administrował parafią w latach 1874–1893
- Alfred Hrabowski, proboszcz w latach 1930–1945
- Wacław Schenk, proboszcz w latach 1957–1982

## Msze w rycie trydenckim
W parafii regularnie, w każdą niedzielę, święta oraz kilka razy w ciągu tygodnia są odprawiane msze „trydenckie” (w formie nadzwyczajnej rytu rzymskiego). Msze trydenckie odprawiane są w kościele filialnym parafii – w kościele pw. Ducha Świętego.

## Galeria

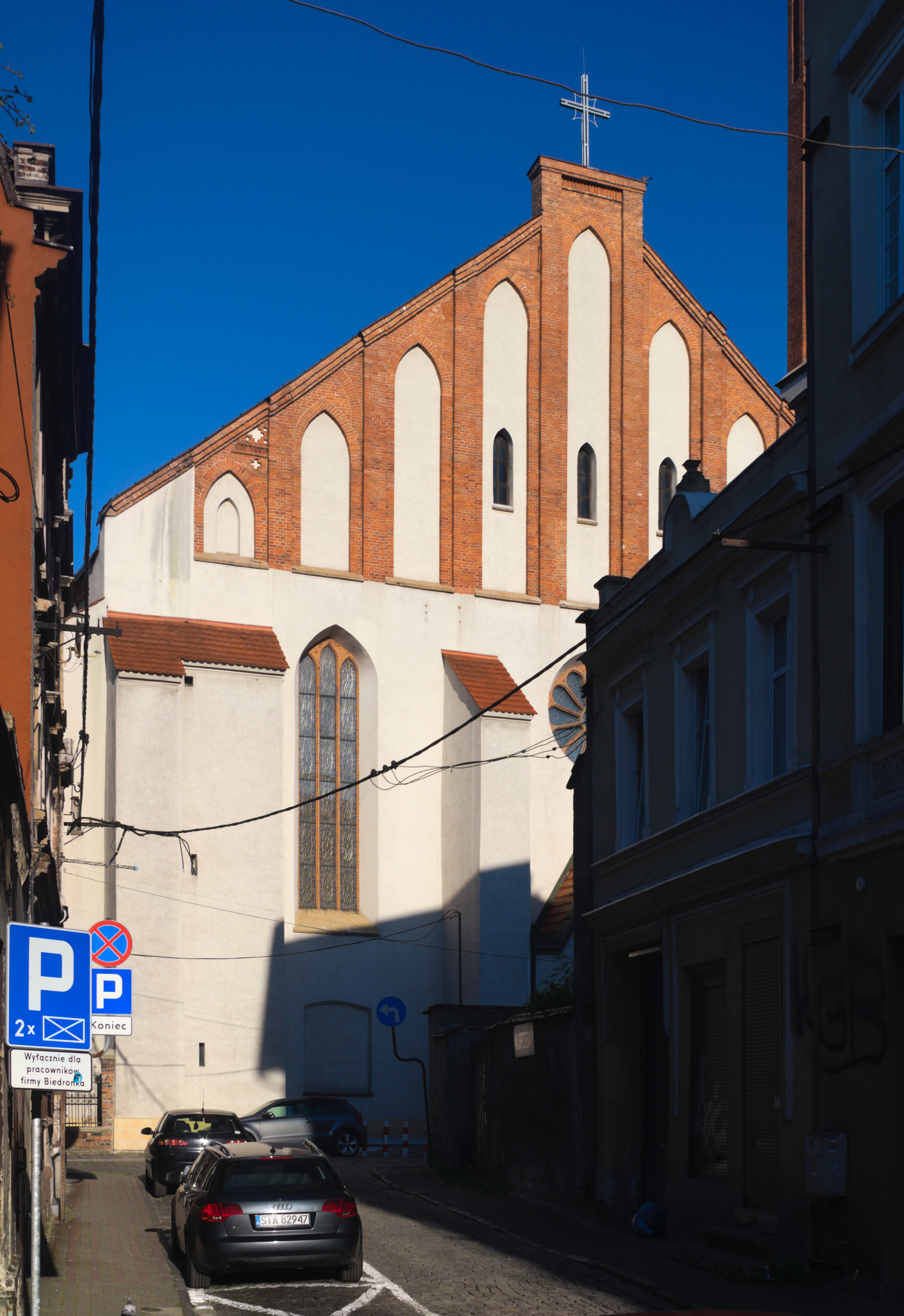
Fasada (2020)
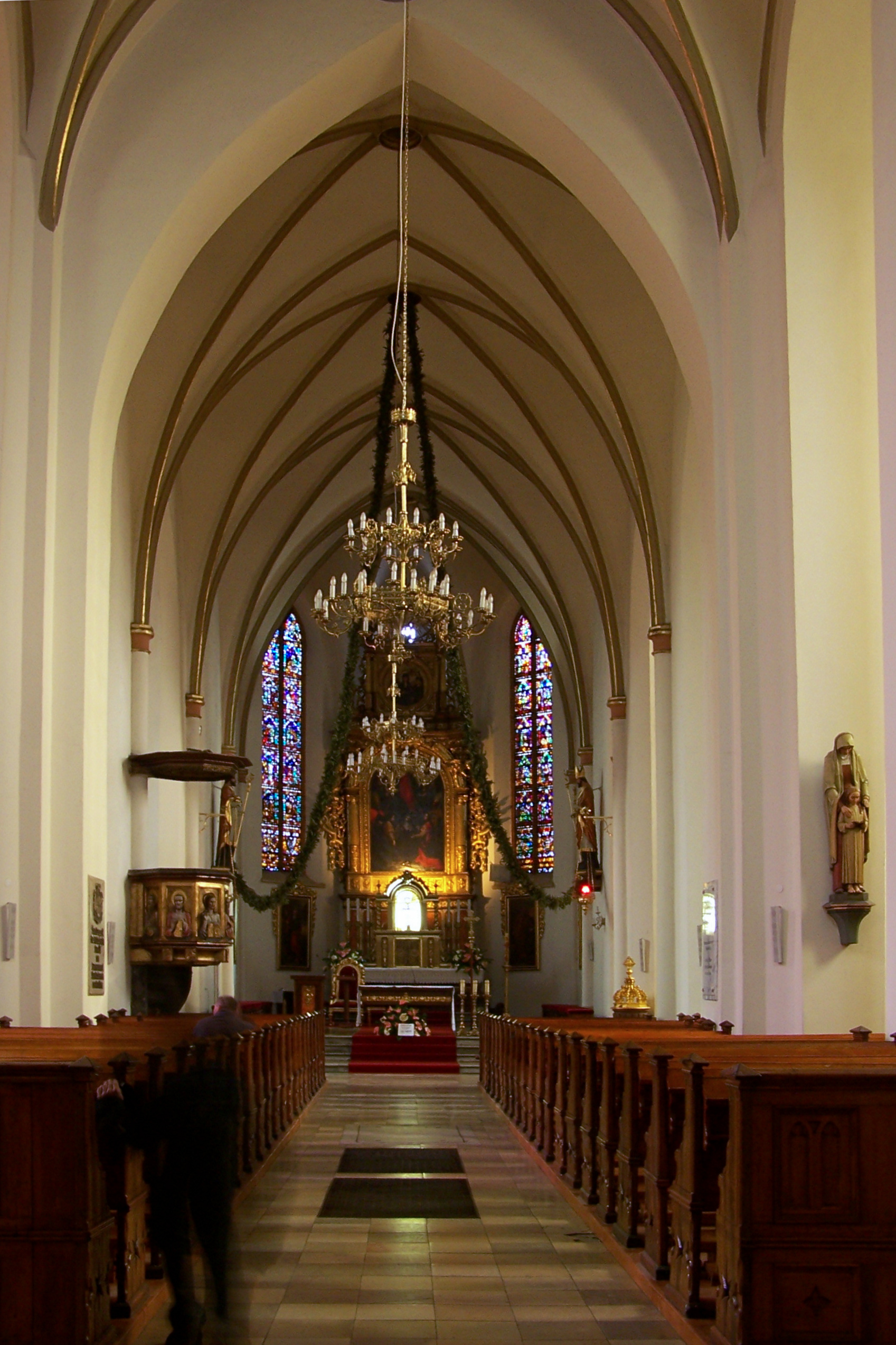
Nawa główna (2006)
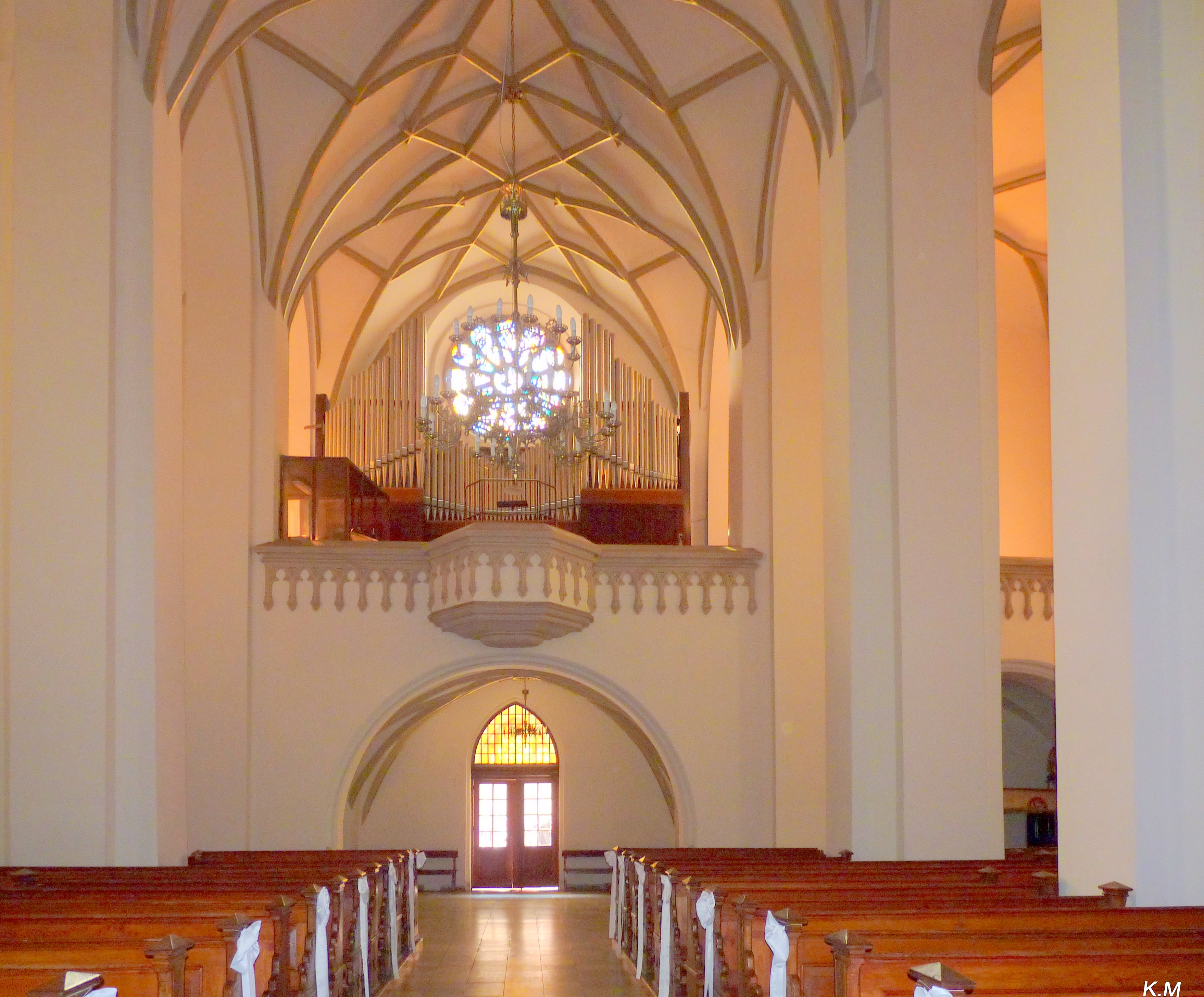
Empora i organy (2011)
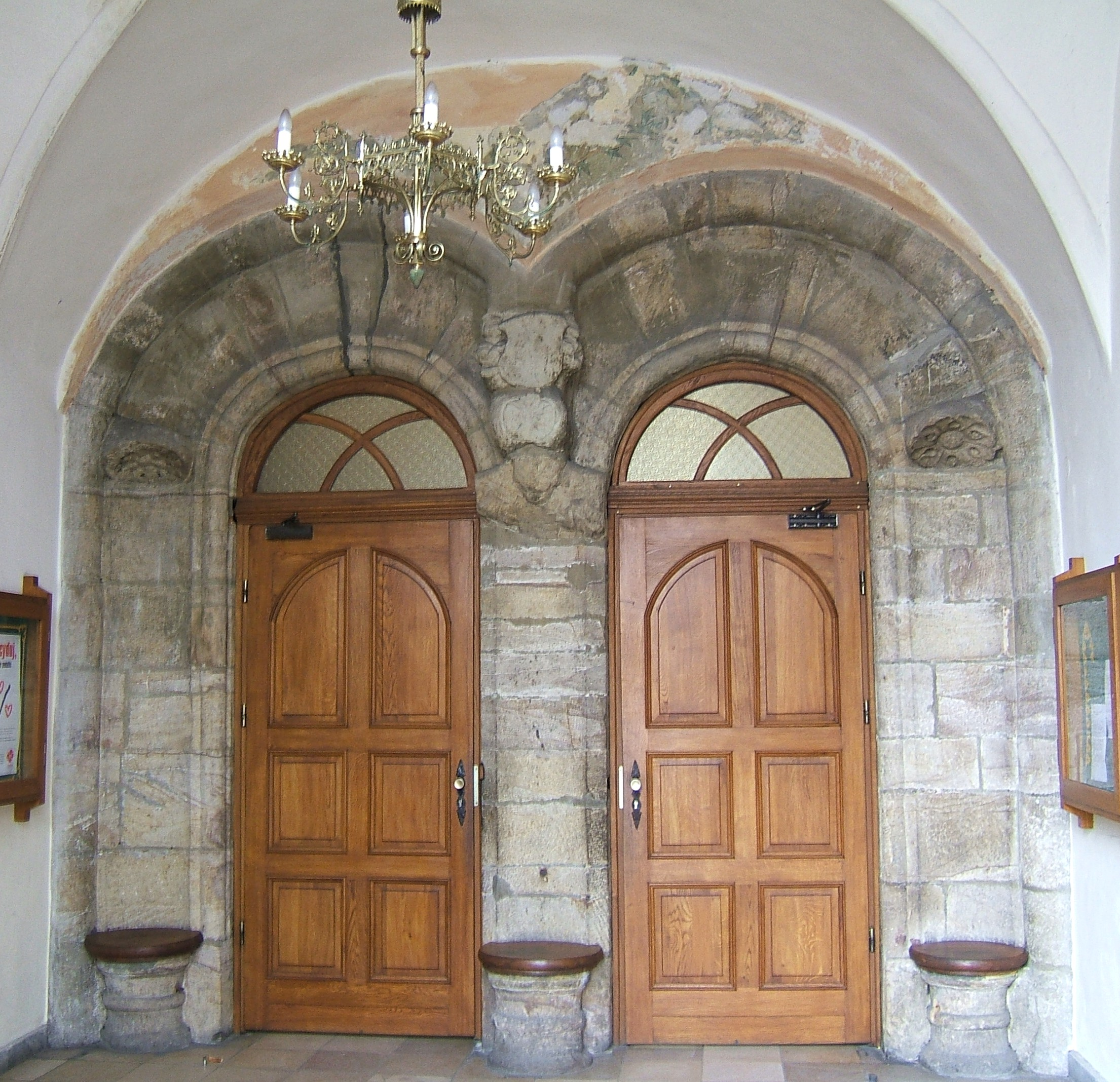
Renesansowy portal podwójny (2006)
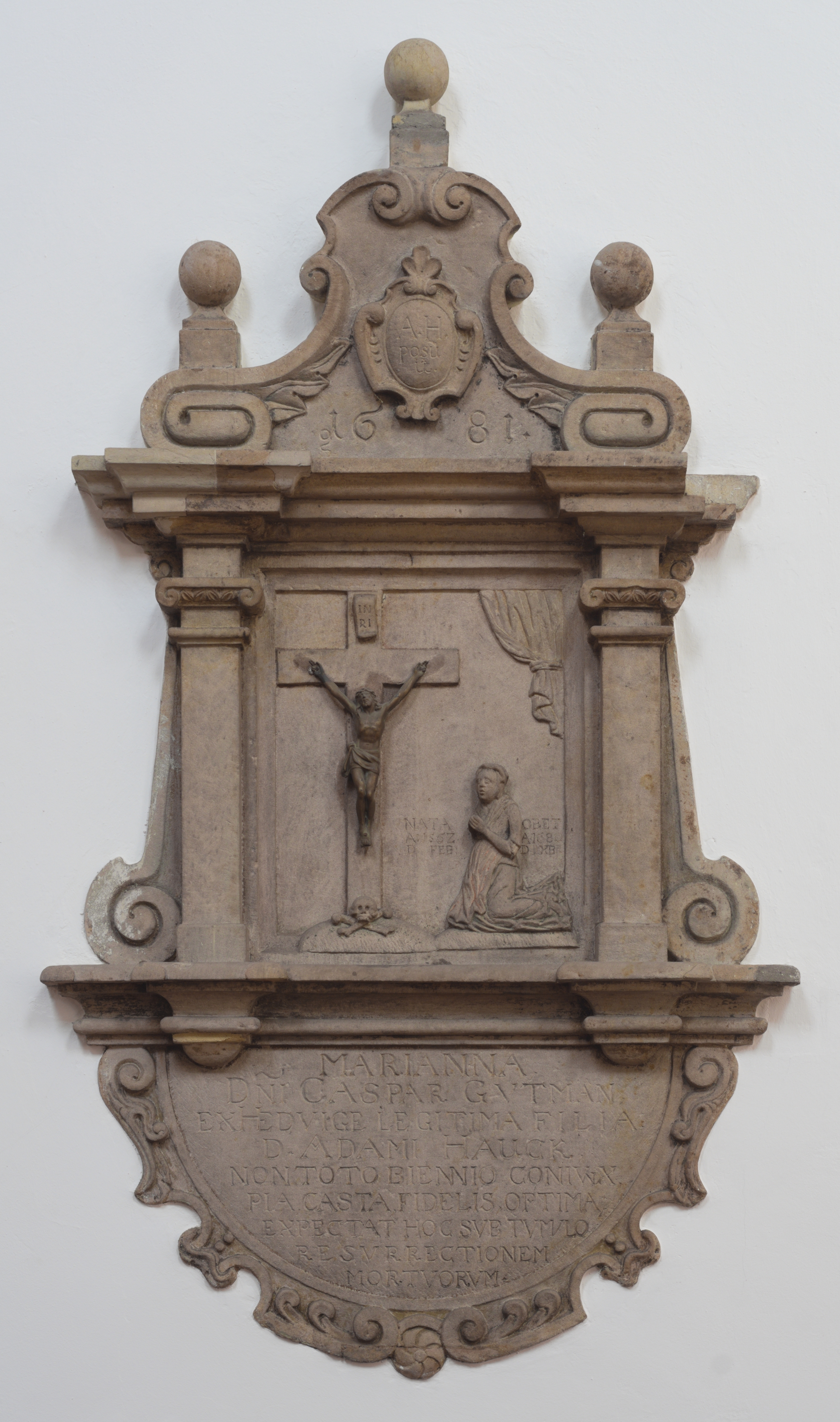
Epitafium Marianny Gutman z 1681 roku
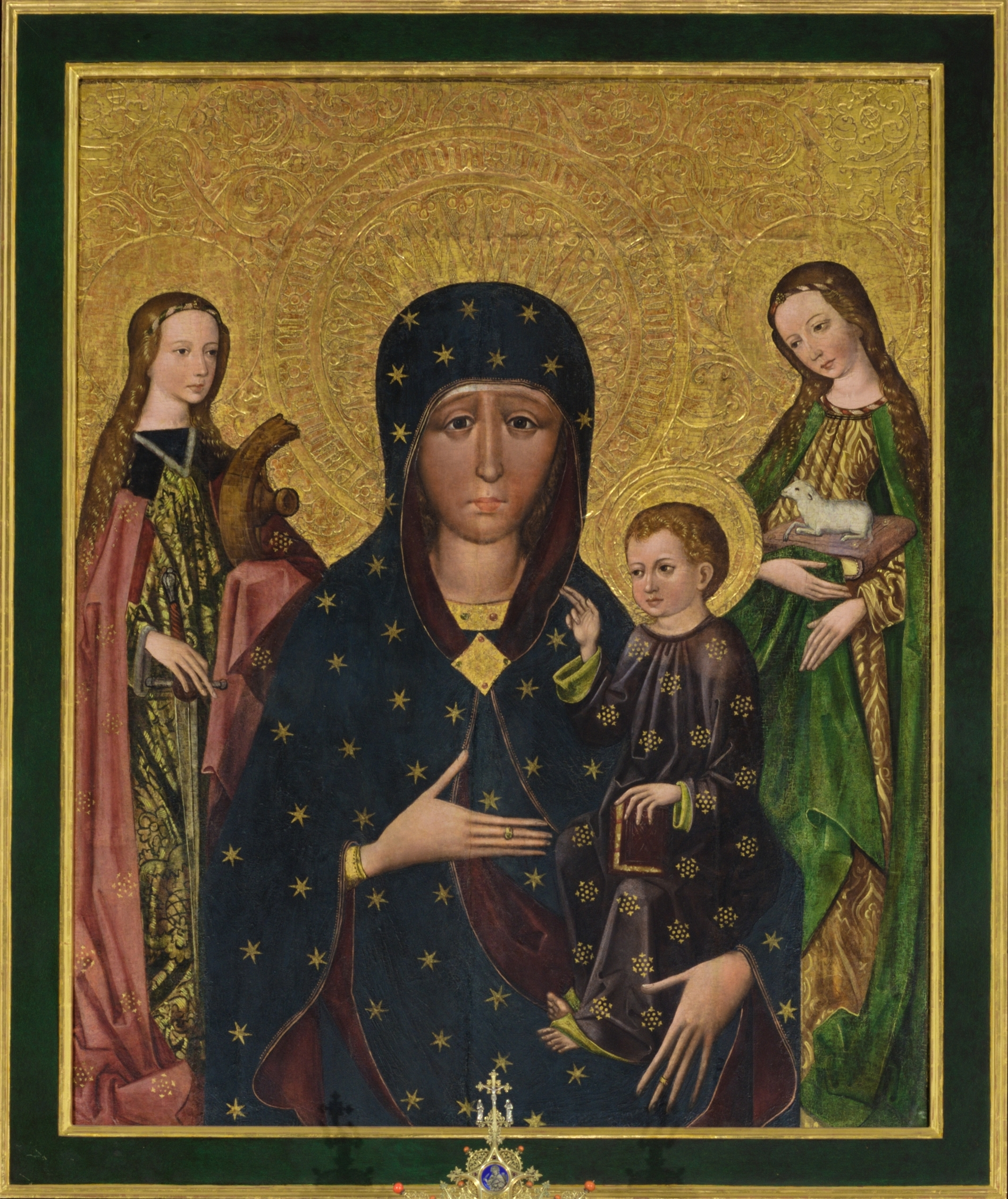
Obraz Matki Boskiej Bytomskiej w retabulum ołtarza bocznego
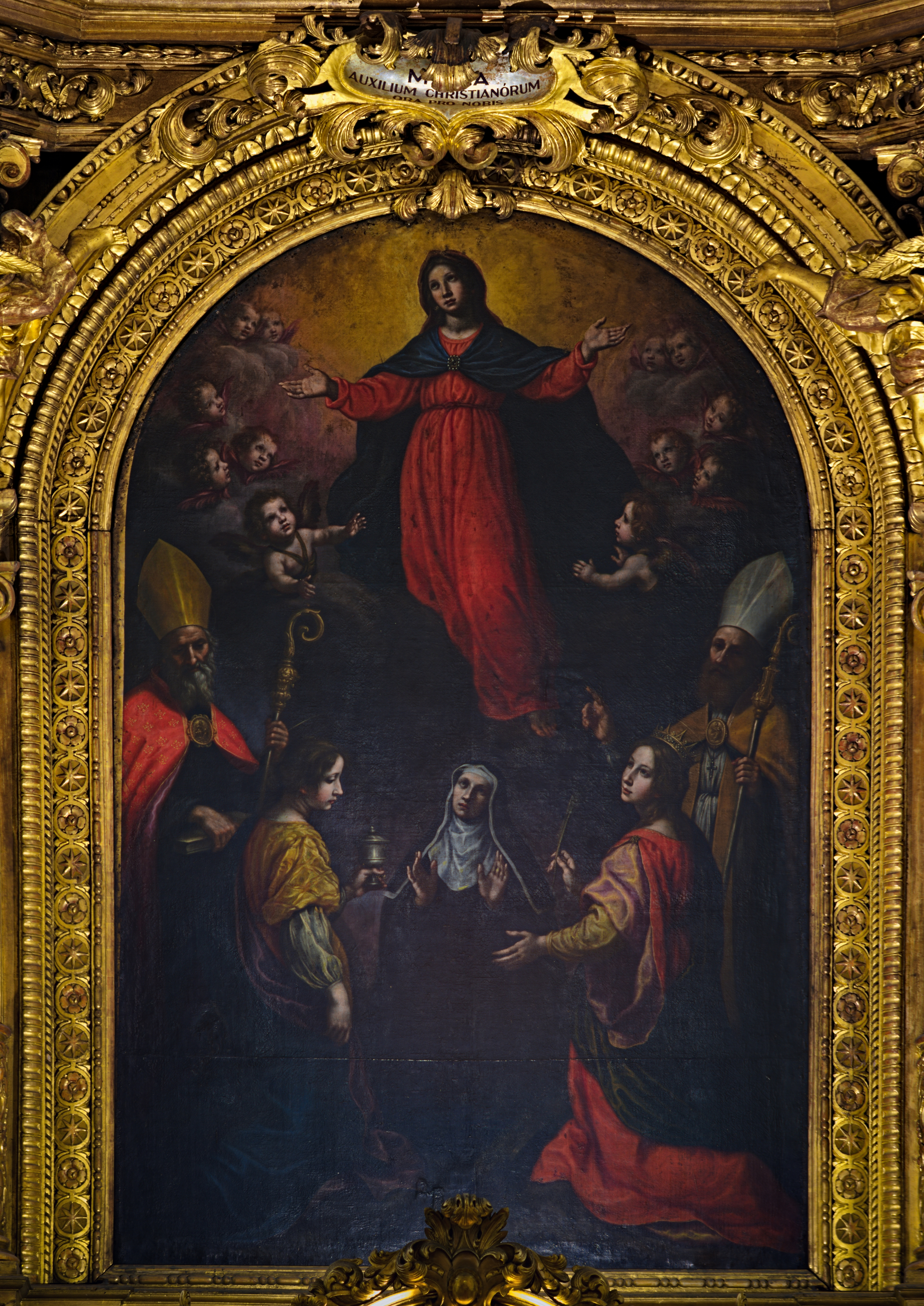
Wniebowzięcie Maryi Francesco Curradiego w retabulum ołtarza głównego
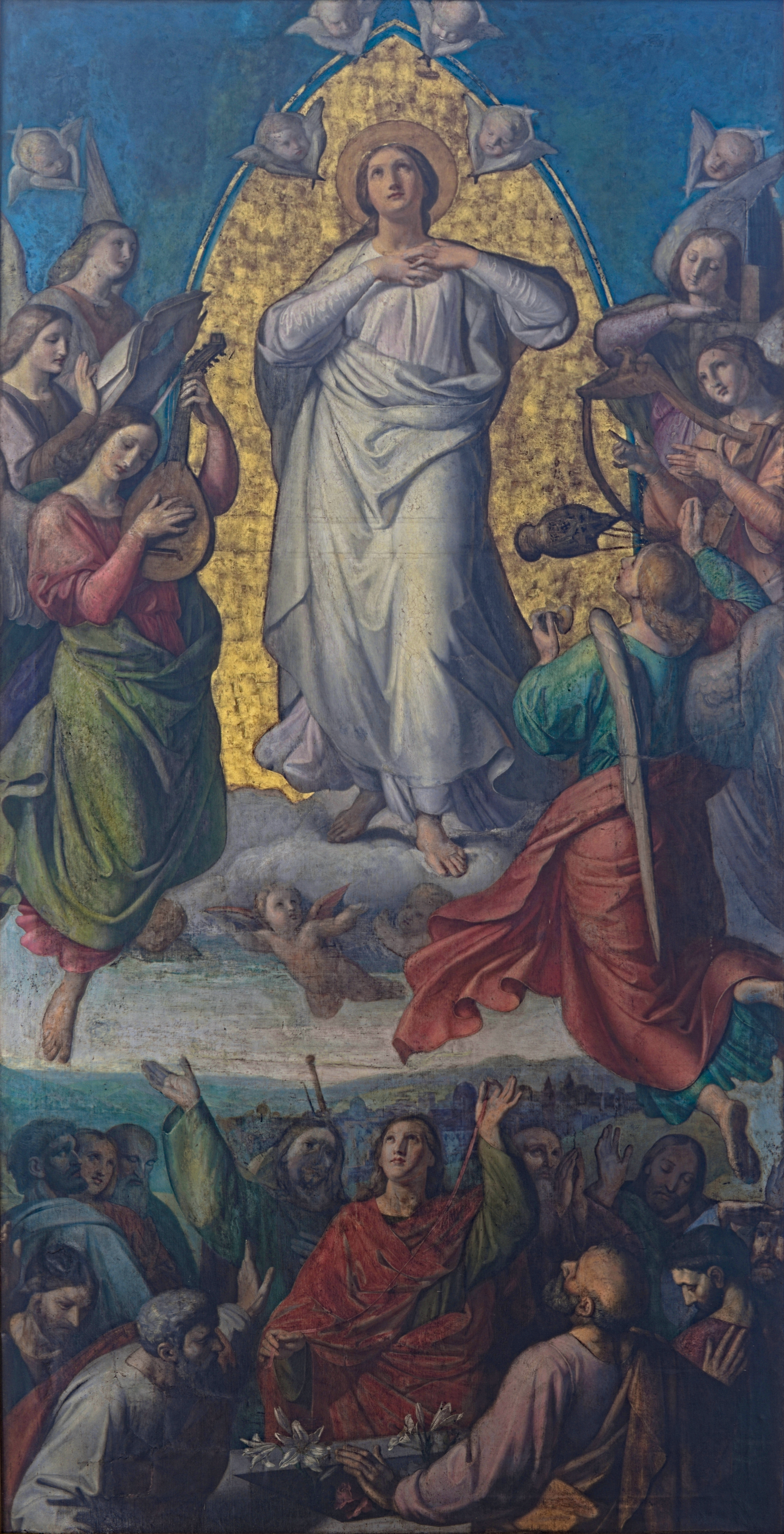
Wniebowzięcie Maryi autorstwa Bonaventury Emlera na ścianie nawy bocznej